# 江陽 (八戸市)
江陽（こうよう）は、青森県八戸市の地名のひとつ。町名としては江陽一丁目から五丁目まである。

## 地理
八戸市の中央部に位置し、北に豊洲、八戸港第一工業港、南に小中野、柏崎、西に沼館、城下東に新井田川、湊町に面している。
鉄道の駅はJR八戸線の小中野駅が最寄駅である。

## 世帯数と人口
2017年（平成29年）4月30日現在の世帯数と人口は以下の通りである。
| 丁目       | 世帯数    | 人口    |
| ---------- | --------- | ------- |
| 江陽一丁目 | 682世帯   | 1,341人 |
| 江陽二丁目 | 671世帯   | 1,318人 |
| 江陽三丁目 | 37世帯    | 61人    |
| 江陽四丁目 | 600世帯   | 1,153人 |
| 江陽五丁目 | 820世帯   | 1,640人 |
| 計         | 2,810世帯 | 5,513人 |

## 歴史
- 1894年（明治27年）八戸線の湊駅が開業（当時は八戸線の終着駅）。
  - 現在の第二魚市場の前には貨物線の第二魚市場の貨物駅があった。
- 1974年（昭和49年）10月1日 - 本八戸・湊間の旅客営業が廃止し、貨物支線となる。
- 1985年（昭和60年）3月14日 - 湊駅までの貨物支線が廃止。荷物の取扱を廃止。
- 1990年（平成2年）11月2日 - 大型複合商業施設・ラピアが開業。

## 教育
- 八戸市立江陽小学校
- 八戸市立江陽中学校
- 青森県立八戸工業高等学校

## 公的機関
- 八戸税務署
- 八戸郵便局